# 6. krajiška brigada (NOVJ)
Za druge 6. brigade glejte 6. brigada.
6. krajiška brigada je bila brigada v sestavi Narodnoosvobodilne vojske in partizanskih odredov Jugoslavije in ki je delovala med drugo svetovno vojno na področju Kraljevine Jugoslavije.

## Zgodovina
Brigada je bila ustanovljena 14. oktobra 1942 s štirimi bataljoni, pri čemer je imela moč okoli 1.400 borcev.

## Organizacija
- štab
- 4x bataljon